# Liberty Belles
Liberty Belles est une association à but non lucratif des États-Unis, de type 501c4. Son but est de « mettre fin aux mythes et à la désinformation à propos de la nature des armes à feu et de leur détention ». 

## Description
Avec une attention particulière portée aux femmes et à leur droit à posséder et porter des armes, Liberty Belles organise des évènements populaires dans les stands de tir locaux, et participe à divers évènements de proximité ainsi qu'à des rassemblements politiques.
Les Liberty Belles ont été fondées en août 2001 « dans l'ultime but d'assurer nos droits à la légitime défense en abrogeant les lois injustes anti-légitime défense ». Ils interprètent le deuxième amendement de la Constitution américaine comme la reconnaissance du droit naturel des individus à porter et détenir des armes, et à promouvoir les règles de sécurité pour les armes à feu et l'apprentissage du tir.
Elle se revendique indépendante de tout parti politique et ne soutient officiellement aucun candidat lors des élections. 
Sa devise est : « Placer le deuxième amendement en premier ». Son logo est un dessin historique et patriotique d'une femme tenant un grand drapeau américain.